# Prozess Oberkommando der Wehrmacht

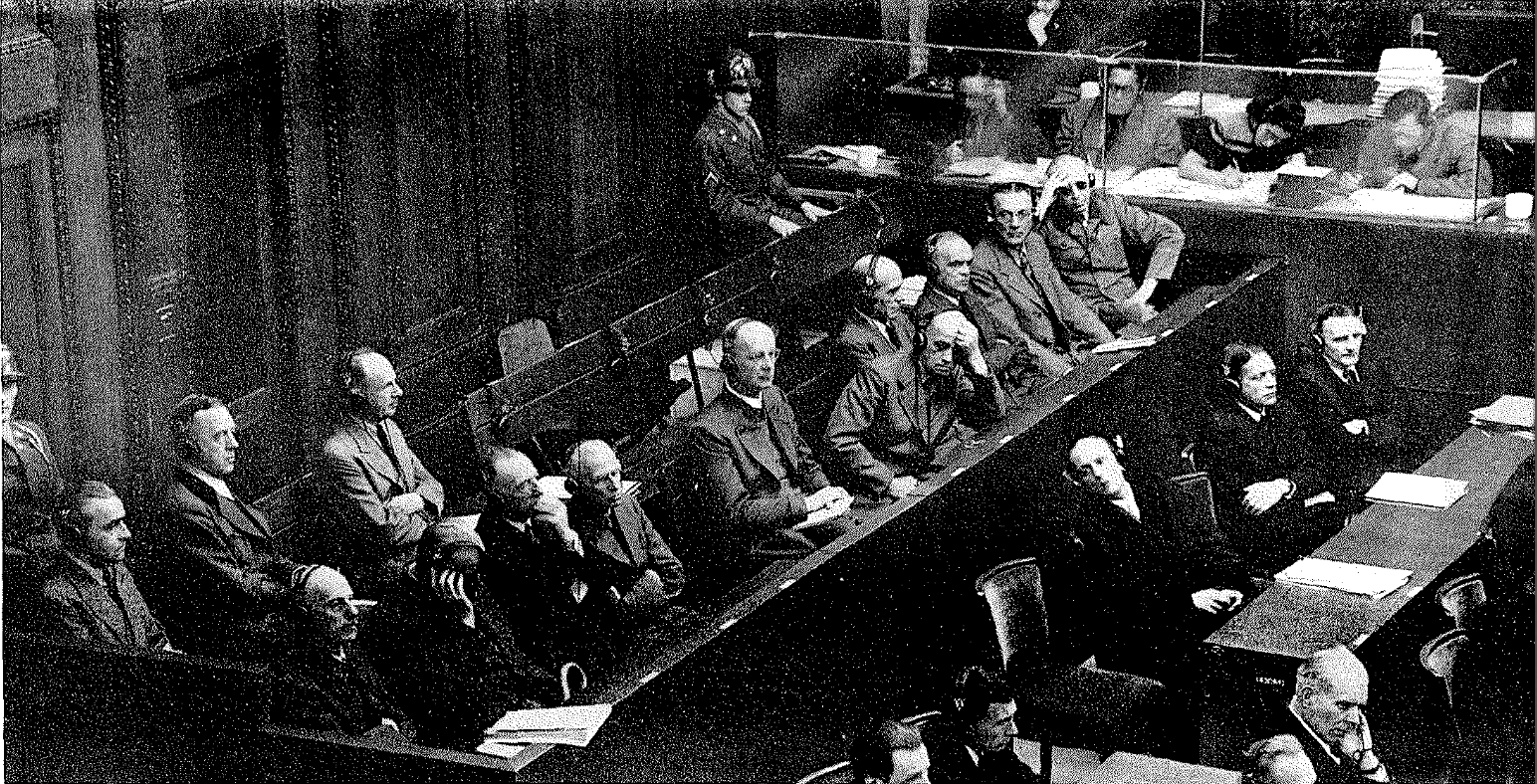
Die Angeklagten beim Prozess

Der Prozess Oberkommando der Wehrmacht (OKW-Prozess), in der englischen Originalbezeichnung „The High Command Case“ – Military Tribunal V – Case 12, The United States against Wilhelm Leeb and others, kurz The High Command Case, auch Generalsprozess oder nur Der Fall 12 genannt, war der letzte und neben dem Wilhelmstraßen-Prozess (Case XI) einer der längsten der zwölf Nachfolgeprozesse der Nürnberger Prozesse gegen Verantwortliche des NS-Staates. Drei Angeklagte waren Angehörige des Oberkommandos der Wehrmacht (OKW), die anderen Armee- und Heeresgruppen-Oberbefehlshaber. Da der Prozess sich nur gegen drei Angehörige des OKW richtete, ist der Kurzname OKW-Prozess eigentlich irreführend, aber er hat sich eingebürgert. Die Anklageschrift wurde am 17. November 1947 eingereicht, die Verhandlungen dauerten von Februar bis Oktober 1948 (169 Prozesstage), das Urteil wurde am 14. April 1949 verkündet. Von den Angeklagten beging der ehemalige Befehlshaber in den Niederlanden, Generaloberst Johannes Blaskowitz, am ersten Verhandlungstag Suizid. Gegen 11 der 14 Angeklagten ergingen Schuldsprüche (zweimal lebenslängliche, sonst zeitliche Haftstrafen).

## Vorgeschichte
Im Nürnberger Prozess gegen die Hauptkriegsverbrecher wurde neben der SS und anderen nationalsozialistischen Organisationen 1945 auch „Generalstab und OKW“ (annähernd 130 namentlich benannte höchstrangige Offiziere) als verbrecherische Organisation angeklagt. Das Gericht wies die Klage aus formalen Gründen ab, weil sie keine Gruppe oder Organisation im Sinne der Gerichtsstatuten darstellte. Das Urteil verwies aber auf die Schuld führender Offiziere, die ein Schandfleck für das ehrbare Waffenhandwerk geworden seien und in Wahrheit an Verbrechen rege teilgenommen oder in schweigender Zustimmung verharrt hätten. Soweit der Sachverhalt es rechtfertige, sollten diese Leute individuell vor Gericht gestellt werden. Interessierte Kreise bildeten daraus in der deutschen Nachkriegsöffentlichkeit die Legende, die Wehrmachtführung sei in den Nürnberger Prozessen von der Siegerjustiz freigesprochen worden.
Unter amerikanischer Hoheit fanden in Nürnberg zwölf Prozesse vor Nationalen Militärtribunalen gegen weitere „zweitrangige“ Hauptangeklagte aus der Funktionselite des NS-Staates statt. Diese Nürnberger Nachfolgeprozesse hatten zivile amerikanische Richter und sollten der Demilitarisierung und Demokratisierung Deutschlands durch die Aufarbeitung individueller Schuld dienen. Vor dem OKW-Prozess hatten schon der Milch-Prozess und der Prozess Generäle in Südosteuropa (Geiselprozess) stattgefunden, in denen hohe Offiziere hauptsächlich wegen Zwangsarbeit (Milch) und drakonischer Vergeltungsmaßnahmen gegen Zivilisten und der Behandlung von Kriegsgefangenen und Partisanenverdächtigen auf dem Balkan (Generäle Südosteuropa) vor Gericht gestanden hatten. Der Prozess Oberkommando der Wehrmacht war der umfangreichste gegen hohe Wehrmachtsoffiziere. Da etwa 18 Millionen Deutsche in der Wehrmacht gedient hatten, kamen sich weite Teile der Bevölkerung kriminalisiert vor und die in Deutschland verbreitete Einstellung, dass nur eine ehrgeizige und maßlos gierige Minderheit an Verbrechen beteiligt war, wurde durch den Prozess in Frage gestellt.

## Die Richter
Präsident des Gerichts war John C. Young, ehemaliger Präsident am Obersten Gericht des Staates Colorado; als Beisitzer fungierten Winfried Hale, Richter am Berufungsgericht des Staates Tennessee, und Justin W. Harding, früherer Richter in Alaska und Hilfsgeneralstaatsanwalt des Staates Ohio, der bereits im Juristenprozess Richter gewesen war.
Rechtsgrundlage bildete das Kontrollratsgesetz Nr. 10, das jede Besatzungsmacht autorisierte, eigene Gerichte für Verfahren gegen wichtige Kriegsverbrecher einzurichten.

## Anklage

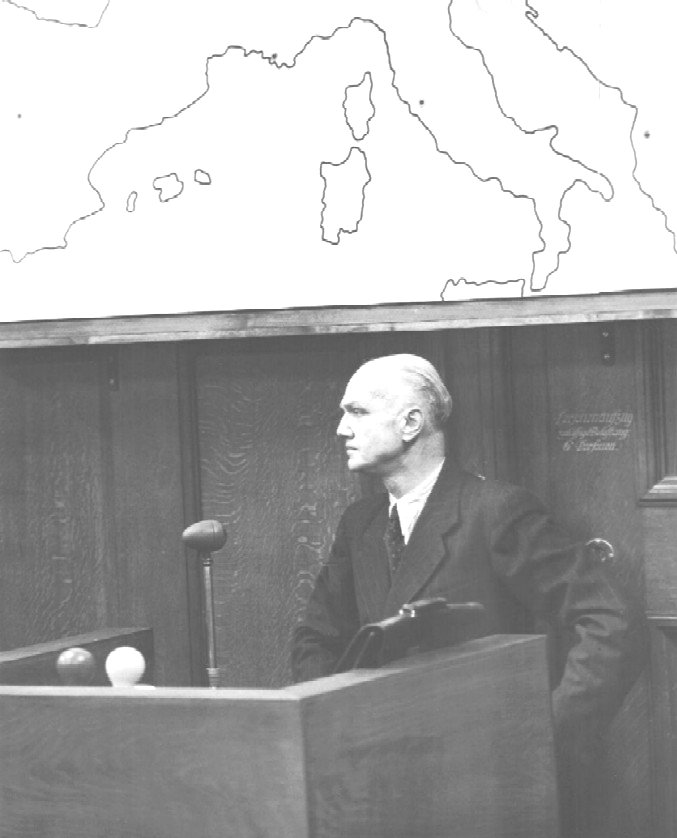
Erwin Lahousen, Zeuge der Anklage, 11. Februar 1948

Die Anklageschrift vom 28. November 1947 umfasste:
1. Verbrechen gegen den Frieden und die Verletzung internationaler Verträge
2. Kriegsverbrechen durch Verantwortung für Tötung, schlechte Behandlung und andere Verbrechen gegen Kriegsgefangene
3. Verbrechen gegen die Menschlichkeit durch Ausführung oder Anordnung von Tötungen, Folter, Deportation, Geiselnahme, Verschleppung zur Zwangsarbeit
4. gemeinsame Planung und Verschwörung zur Begehung solcher Taten.

Chefankläger war Brigadegeneral Telford Taylor und stellvertretender Chefankläger James M. McHaney. Die Anklage legte 1.778 Dokumente vor. Diese umfassten Konferenzprotokolle, Befehle und Richtlinien, die von der Militärführung ausgegangen waren, sowie Berichte, Kriegstagebücher und Korrespondenzen, die deren weitgehende Umsetzung bewiesen. Die Anklage rief 32 Zeugen auf, deren Aussagen bestätigten, was schon in den Dokumenten zu lesen war. Den Offizieren wurde nicht vorgeworfen, Nazis gewesen zu sein, sondern ihre Handlungen würden die Tatbestände Mord, Misshandlung und Diebstahl in einem ungeheuren Ausmaß erfüllen, begangen an Menschen (besonders Zivilisten und Kriegsgefangenen) für die ihnen in den besetzten Gebieten eine Fürsorgepflicht oblegen hatte. Bei den Stabsoffizieren war es nicht schwer, die Schuld zu beweisen, da diese die verbrecherischen Befehle und Richtlinien verfasst und weitergeleitet hatten.
Die Ankläger wiesen immer wieder darauf hin, dass es nicht um das Verhalten von Soldaten „in der Hitze des Gefechts“ ginge, sondern dass die betreffenden Richtlinien schon Monate vor dem Ausbruch der Kriegshandlungen ergangen waren. Vier Verbrechenskomplexe standen dabei im Mittelpunkt des ideologisch getriebenen Vernichtungskrieges: Kommissarbefehl, Behandlung der sowjetischen Kriegsgefangenen, Partisanenbekämpfung und Mitwirkung des Militärs an der Ermordung der europäischen Juden.

## Verteidigung
Die Angeklagten verwiesen immer wieder auf die Kampfbedingungen im Osten, die herkömmliches Kriegsrecht und Kriegsbrauch verletzt und außer Kraft gesetzt hätten.
Abgestritten wurde, dass Befehle oder Richtlinien verbrecherisch gewesen seien oder dass der betroffene Offizier diese gesehen, gebilligt, davon gewusst, sie weitergegeben oder Vollzugsberichte erhalten habe. Wurden sie mit Berichten etwa zur Ausführung des Kommissarbefehls oder der Anweisung zur Aussonderung der Kriegsgefangenen in ihren konkreten Einsatzgebieten konfrontiert, bestritten sie deren Richtigkeit und Echtheit. Begriffe seien von der Anklage falsch verstanden worden, so habe „Sonderbehandlung“ nicht etwa Hinrichtungen bezeichnet und „Jude“ in Wirklichkeit „Partisan“ bedeutet. Befehle wurden von den Angeklagten einerseits als strikt zu befolgen dargestellt, andererseits nahmen sie für sich in Anspruch, Befehle nicht befolgt oder anderslautende Weisungen erteilt zu haben. Diese Insubordination habe man natürlich nur im Verborgenen und nicht aktenkundig machen können, und Zeugen dafür seien tot oder nicht auffindbar.
In Bezug auf die Verbrechen der Einsatzgruppen an den Juden seien sie über deren politische und rassenpolitische Aufgaben nicht informiert gewesen. Wurden sie mit Dokumenten konfrontiert, die sie mit Einsatzgruppenmorden in Verbindung brachten, behaupteten sie, diese seien falsch und enthielten Lügen, sie könnten sich nicht an die entscheidenden Befehle erinnern, hätten keine Berichte erhalten und ohnehin keine Befehlsgewalt über die Einsatzgruppen gehabt.
Mit Stolz hoben die Angeklagten ihren Gehorsam, ihr Pflichtgefühl und ihre Loyalität hervor. Die untersuchten Verbrechen stellten sie als beklagenswerte Ergebnisse historischer Umstände dar, in die sie unentrinnbar verstrickt worden seien. Erst von Hitler ausgenutzt, dann von den Alliierten dafür zur Rechenschaft gezogen und somit seien sie selbst Opfer.

## Prozess
Im Mittelpunkt des Prozesses standen Kriegsverbrechen und Verbrechen gegen die Menschlichkeit, insbesondere die verbrecherischen Befehle der Wehrmachtführung, ihre Weitergabe und Befolgung, die zu einer Vielzahl von ungeheuerlichen Kriegsverbrechen geführt hatte. Einen Schwerpunkt bildete der Kommissarbefehl von 1941, der zur Ermordung politischer Kommissare der Roten Armee führte, einen weiteren der Kommandobefehl von 1942, bei dessen Befolgung Kriegsgefangene der alliierten Streitkräfte ermordet wurden, die an den Küsten im Westen und in Griechenland als Mitglieder von Kommandounternehmen gekämpft hatten. Weitere Verhandlungsthemen waren die millionenfachen Verbrechen gegen Kriegsgefangene, hauptsächlich Soldaten der Roten Armee, und die verbrecherischen Maßnahmen der Wehrmacht gegen Zivilisten in den besetzten Gebieten, die in großer Zahl umgebracht oder in die Zwangsarbeit verschleppt wurden.

## Angeklagte und Urteile
Die Richter verurteilten nur in den Anklagepunkten Kriegsverbrechen und Verbrechen gegen die Menschlichkeit. Da im Hauptkriegsverbrecherprozess der verbrecherische Charakter einer großen Zahl von Befehlen und Richtlinien festgestellt worden war (z. B. Kommissarbefehl, Behandlung von Kriegsgefangenen, Vorgehen der Einsatzgruppen gegen Juden) und somit gemäß Kontrollratsgesetz Nr. 10 für diesen Prozess bindend machte, konzentrierte sich das Gericht darauf, die strafrechtliche Verantwortung am persönlichen Handeln oder Unterlassen der Angeklagten zu klären. Rang und Position wurden im Gegensatz zum Yamashita-Fall nicht als ausreichend für eine Verurteilung herangezogen, sondern im Zweifel für den jeweiligen Angeklagten geurteilt. Handeln auf Befehl wurde, wie auch im deutschen Militärstrafgesetzbuch und den Gerichtsstatuten festgelegt, nicht als strafverhindernd, sondern nur als strafmildernd bewertet, wenn Befehle prima facie strafbar waren.
Das Militärtribunal unterstrich sein Prinzip der individuellen Verantwortlichkeit dadurch, dass es Freisprüche gab. Der Oberbefehlshaber der Luftflotte 3, Generalfeldmarschall Hugo Sperrle, und der Chef der Seestreitkräfte in Norwegen und Kommandeur des Marinegruppenkommandos Nord, Generaladmiral Otto Schniewind, wurden freigesprochen, weil sie nicht so stark in die Verbrechen verwickelt waren, wie die anderen Angeklagten, und die Beweise bezüglich Zwangsarbeit, Kommandobefehl und Gerichtsbarkeitserlass für eine Verurteilung nicht ausreichend waren.

### 1. Verbrechen gegen den Frieden
Die angeklagten hochrangigen Offiziere kannten die Absichten Hitlers, Angriffskriege zu führen und wirkten an ihrer Umsetzung mit. Das Gericht befand, dass die Politiker und nicht die angeklagten Offiziere strafrechtlich für die Entscheidung zu Angriffskriegen verantwortlich seien und sprach alle Angeklagten in Punkt 1 frei. Es stellte aber auch fest, dass es moralisch wünschenswert gewesen wäre, wenn die Offiziere sich geweigert hätten, die Angriffspolitik des Dritten Reiches umzusetzen und damit die Kriegskatstrophe auszulösen. Ihrem Vaterland und auch der Menschheit wäre damit besser gedient gewesen.

### 2. Kriegsverbrechen
Die Verurteilungen erfolgten wegen der Ausarbeitung, Weitergabe und Umsetzung von verbrecherischen Befehlen und der Nichtbeachtung von Kriegsrecht und Kriegsbrauch gegen Kriegsgefangene. Darunter waren je nach Angeklagtem: Kommissarbefehl, illegale Exekutionen von Kriegsgefangenen und Partisanen, systematische Vernachlässigung und Unterversorgung von Kriegsgefangenen, Kommandobefehl, Übergabe von Kriegsgefangenen an den SD zur Sonderbehandlung, Deportation nach Auschwitz, SD-Selektionen in Kriegsgefangenenlagern, Ermordung flüchtender Kriegsgefangener (Kugelerlass) und Aufruf zum Fliegermord (Terrorfliegerbefehl).

### 3. Verbrechen gegen die Menschlichkeit

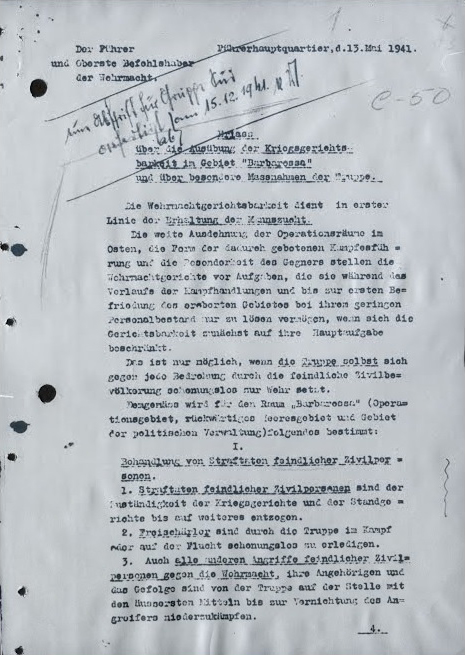
Kriegsgerichtsbarkeitserlass

Die Verurteilungen erfolgten wegen der Ausarbeitung, Weitergabe und Umsetzung von verbrecherischen Befehlen und der Nichtbeachtung von Kriegsrecht und Kriegsbrauch gegen Zivilisten. Darunter waren je nach Angeklagtem: Kriegsgerichtsbarkeitserlass, verbotene und gefährliche Zwangsarbeit wie Minenräumen, Rekrutierung zur Zwangsarbeit, Weitergabe des Reichenaubefehls zur Judenverfolgung, exzessive Maßnahmen im Partisanenkrieg, exzessive Geiselerschießungen (Sühnebefehl), Unterstützung und Teilnahme an Einsatzgruppen-Operationen, Übergabe verdächtiger Zivilisten an den SD, Deportation von Zivilisten zur Zwangsarbeit im Reich, Befehl zur Teilnahme an SD-Morden, Judenverfolgung durch Ghettoisierung, Verbot der Religionsausübung, Vermögensentzug und Kennzeichnung, Übergabe von Juden und Kommunisten an den SD, Ermordung wegen Rassenschande, Teilnahme am Raubprogramm des Reiches, Nacht- und Nebelbefehl sowie Terror- und Sabotageerlass.
Das Gericht ging beim Urteil davon aus, dass die kommandierenden Offiziere nicht immer über alle Vorgänge in ihrem Kommandobereich zu antijüdischen Maßnahmen informiert gewesen seien und berücksichtigte bei Verbrechen an Juden Zeit, Ort, Gefechtslage und Kommandostruktur.

### 4. Verschwörung
Trotz der erdrückenden Beweise einer institutionalisierten verbrecherischen Politik gab es keinen pauschalen Schuldspruch. Der Verschwörungsvorwurf wurde fallen gelassen, da er nach Ansicht des Gerichts keine weiteren Beweise oder Informationen liefern würde, die nicht schon in den Anklagepunkten Kriegsverbrechen und Verbrechen gegen die Menschlichkeit abgedeckt wären.
| Bild | Name                                                   | Funktion                                                                 | Verteidiger          | Assistent des Verteidigers | Schuldig in den Anklagepunkten                       | Strafmaß             | Verbüßte Strafe |
| ---- | ------------------------------------------------------ | ------------------------------------------------------------------------ | -------------------- | -------------------------- | ---------------------------------------------------- | -------------------- | --------------- |
|      | Johannes Blaskowitz 1883–1948 Generaloberst            | Oberbefehlshaber der Heeresgruppen G und H                               | Heinz Müller-Torgow  | -                          | Suizid am 5. Februar 1948                            | –                    | –               |
|      | Karl-Adolf Hollidt 1891–1985 Generaloberst             | Oberbefehlshaber der 6. Armee                                            | Stefan Fritsch       | Oskar von Jagwitz          | Kriegsverbrechen Verbrechen gegen die Menschlichkeit | 5 Jahre Haft         | 1949 entlassen  |
|      | Hermann Hoth 1885–1971 Generaloberst                   | Oberbefehlshaber der 4. Panzerarmee                                      | Heinz Müller-Torgow  | Joachim Jung               | Kriegsverbrechen Verbrechen gegen die Menschlichkeit | 15 Jahre Haft        | 1954 entlassen  |
|      | Georg von Küchler 1881–1968 Generalfeldmarschall       | Oberbefehlshaber der Heeresgruppe Nord                                   | Kurt Behling         | Karl Müller                | Kriegsverbrechen Verbrechen gegen die Menschlichkeit | 20 Jahre Haft        | 1953 entlassen  |
|      | Wilhelm Ritter von Leeb 1876–1956 Generalfeldmarschall | Oberbefehlshaber der Heeresgruppe Nord                                   | Hans Laternser       | Hans Wilhelm Lier          | Verbrechen gegen die Menschlichkeit                  | 3 Jahre Haft         | 1948 verbüßt    |
|      | Rudolf Lehmann 1890–1955 Generaloberstabsrichter       | Chef der Rechtsabteilung des OKW                                         | Rupprecht von Keller | Otto Grünewald             | Kriegsverbrechen Verbrechen gegen die Menschlichkeit | 7 Jahre Haft         | 1950 entlassen  |
|      | Hermann Reinecke 1888–1973 General der Infanterie      | Chef des NS-Führungsstabes im OKW, Leiter des Allgemeinen Wehrmachtamtes | Hans Surholt         | Walter Beier               | Kriegsverbrechen Verbrechen gegen die Menschlichkeit | Lebenslängliche Haft | 1954 entlassen  |
|      | Georg-Hans Reinhardt 1887–1963 Generaloberst           | Oberbefehlshaber der Heeresgruppe Mitte                                  | Friedrich Frohwein   | Harold Lucht               | Kriegsverbrechen Verbrechen gegen die Menschlichkeit | 15 Jahre Haft        | 1952 entlassen  |
|      | Karl von Roques 1880–1949 General der Infanterie       | Befehlshaber des Rückwärtigen Heeresgebietes der Heeresgruppen Süd und A | Edmund Tipp          | Dora Schulz                | Kriegsverbrechen Verbrechen gegen die Menschlichkeit | 20 Jahre Haft        | 1949 verstorben |
|      | Hans von Salmuth 1888–1962 Generaloberst               | Oberbefehlshaber der 15. Armee                                           | Kurt Gollnick        | Otto Möller                | Kriegsverbrechen Verbrechen gegen die Menschlichkeit | 20 Jahre Haft        | 1953 entlassen  |
|      | Otto Schniewind 1887–1964 Generaladmiral               | Flottenchef und Chef des Marinegruppenkommandos Nord                     | Hans Meckel          | Karl Heinrich Hagemann     | Freispruch                                           | –                    | –               |
|      | Hugo Sperrle 1885–1953 Generalfeldmarschall            | Oberbefehlshaber der Luftflotte 3                                        | Kurt Gollnick        | Gerhart Weiz               | Freispruch                                           | –                    | –               |
|      | Walter Warlimont 1894–1976 General der Artillerie      | Stellvertretender Chef des Wehrmachtführungsstabes                       | Paul Leverkühn       | Hans Richard Giese         | Kriegsverbrechen Verbrechen gegen die Menschlichkeit | Lebenslängliche Haft | 1954 entlassen  |
|      | Otto Wöhler 1894–1987 General der Infanterie           | Oberbefehlshaber der Heeresgruppe Süd                                    | Gerhard Rauschenbach | Ludwig Kohr                | Kriegsverbrechen Verbrechen gegen die Menschlichkeit | 8 Jahre Haft         | 1951 entlassen  |

Das kleinteilige Urteil mit seinen elf Schuldsprüchen blieb hinter der ambitionierten Anklage zurück, dokumentiert nach Meinung der Historikerin Geneviève Hébert nachdrücklich, dass die Zahl der Deutschen, die den verbrecherischen rassischen und politischen Zielen des NS-Regimes in der Wehrmacht gedient hatten, in die Millionen ging. Diese historische Wahrheit wurde in Deutschland verdrängt, um dem opferreichen Kriegseinsatz der Millionen ehemaligen Wehrmachtssoldaten einen Sinn zu erhalten.

### Prozessprotokoll
Von den Planern des amerikanischen Kriegsverbrecherprogramms war für alle amerikanischen Nachfolgeprozesse die Veröffentlichung einer Dokumentation in Englisch und in Deutsch vorgesehen. Dies sollte Zweifeln an der Rechtmäßigkeit der Prozesse vorbeugen und vor allem die Umerziehung und Demokratisierung in Deutschland befördern. Aufgrund finanzieller Einschränkungen und teilweise auch der Furcht, dass die deutsche Version über eine mikroskopische Detaildiskussion, die einsetzende deutsche Kritik an den Kriegsverbrecherprozessen befeuern könnte, wurde nur eine englische Dokumentation (Green Series) realisiert.
- Library of Congress of the US: Trials of War Criminals Before the Nuernberg Military Tribunals Under Control Council Law No. 10 Trial of war criminals Green Series. Genauer Trials of War Criminals Before the Nuernberg Military Tribunals Under Control Council Law No. 10, Volume 10 loc.gov (PDF; 56 MB) + Volume XI loc.gov (PDF; 59 MB) in der englischen Originalsprache.
- Fall 12 – Das Urteil gegen das Oberkommando der Wehrmacht gefällt am 28. Oktober in Nürnberg vom Militärgerichtshof V. der Vereinigten Staaten von Amerika. Enthält die bis 2017 einzige deutsche Übersetzung des in Volume XI unter Punkt XI verzeichneten Urteils, die aus der in Warschau gelagerten Ausfertigung des Falles 12 stammt. Rütten & Loenig, Berlin 1961 (mit einem 20-seitigen „polemischen“ Vorwort der DDR-Regierung).[20]

## Strafvollzug und Strafnachlass
Das Vorgehen der Alliierten bei den gesellschaftlichen Eliten individuell die Verstrickung in die Massenverbrechen herauszuarbeiten und zu bestrafen, wurde in der westdeutschen Nachkriegsgesellschaft als „Siegerjustiz“ mit Kollektivschuldvorwurf angesehen und als rhetorische Begründung für Amnestien zur besseren Westintegration und antikommunistischen Bündnispolitik herangezogen. Es begann eine jahrelange Auseinandersetzung um die Begnadigung und Rehabilitierung der verurteilten Kriegsverbrecher, die in Deutschland bald euphemistisch als „Kriegsverurteilte“ bezeichnet wurden.
Zum Strafvollzug wurden die Verurteilten aller Nürnberger Folgeprozesse in das amerikanische Kriegsverbrechergefängnis Landsberg überstellt. Die vorausgegangene Haftzeit wurde auf das Strafmaß angerechnet und der für die in den Nachfolgeprozessen Verurteilten zuständige amerikanische Hochkommissar McCloy führte im Dezember 1949 den im amerikanischen Strafvollzug üblichen Straferlass für gute Führung ein. Reinhardt wurde aus humanitären Gründen 1952 entlassen, um seine Frau und seine Tochter pflegen zu können, und Küchler aus medizinischen Gründen 1953 auf Bewährung entlassen.

### 1. Begnadigungsausschuss
Als die Kritik an den Nürnberger Prozessen zunahm und die Forderung nach Begnadigung befördert durch führende Kirchenkreise und den Heidelberger Juristenkreis größer wurde und auch in Teilen der amerikanischen Öffentlichkeit wegen eines Interviews des ehemaligen Richters Wennerstrum und Vorgängen um den Malmedy-Prozess und den Prozess von Ilse Koch aufkam, setzte McCloy im Juli 1950 den Peck-Ausschuss ein, der die Begnadigungsmöglichkeiten für deutsche Kriegsverbrecher in amerikanischer Haft (Landsberghäftlinge) ausloten sollte. Der unter Zeitdruck stehende Ausschuss machte sehr weitgehende Amnestievorschläge, die dem Beraterstab von McCloy in Bezug auf die verurteilten Generäle des Geiselmord- und des OKW-Prozesses zu weit gingen. McCloy befasste sich dann sehr intensiv auch mit den Verurteilungsgründen des OKW-Prozesses und verweigerte 1951 Reinecke, Hoth und Reinhardt eine Strafverkürzung. Warlimont wurde zu 18 Jahren Haft und Küchler und Salmuth zu 12 Jahren Haft begnadigt.

### 2. Begnadigungsausschuss
Mit dem Koreakrieg und der geplanten Westintegration Deutschlands gerieten die Vereinigten Staaten in den Widerspruch, ausführendes Organ der Besatzungsjustiz in Deutschland und Deutschlands Verbündeter und Freund zu sein. Die deutschen Militärs forderten mit erstarkendem Selbstbewusstsein die Freilassung der verurteilten Kameraden (Himmeroder Denkschrift) im Gegenzug zu einem Wehrbeitrag. Die Freilassung der „Kriegsverurteilten“ wurde entsprechend der Volksstimmung von FDP und Deutscher Partei zu einer Frage der nationalen Ehre stilisiert. Nach der Unterzeichnung des Deutschlandvertrags und des Vertrags zur Europäischen Verteidigungsgemeinschaft schufen die Alliierten den gemischt besetzen Interim Mixed Parole and Clemency Board zur Begutachtung von Begnadigungsgesuchen. Die drei letzten noch in Haft befindlichen Generäle Hoth, Reinecke und Warlimont wurden 1954 begnadigt und auf Bewährung entlassen, obwohl sie die formale Begnadigungsvoraussetzung eines Schuldeingeständnisses nicht erfüllten.

## Rezeption
In der Bundesrepublik war in den 1950er Jahren niemand an einer Veröffentlichung von Materialien zu den Nürnberger Nachfolgeprozessen interessiert. Dadurch konnten zunächst geschichtsrevisionistische Ansichten der Generäle und ihrer Verteidiger das Feld der Geschichtsschreibung besetzen. Das galt auch für den OKW-Prozess. Zunächst wurde nur ein Buch mit den Verteidigungsreden von Hans Laternser publiziert, der Anwalt vieler Generäle gewesen war. Die mangelnde Auseinandersetzung war kennzeichnend für die Schlussstrich-Mentalität der fünfziger Jahre und die durch die Rechtsauffassung der Bundesregierung betriebene Politik der Nichtzurkenntnisnahme der in den Kriegsverbrecherprozessen behandelten Verbrechen und der ergangenen Urteile. Diese Zeit fehlender Auseinandersetzung wurde erst im Jahr 1960 unterbrochen, als in der damaligen DDR zum ersten Mal das Urteil veröffentlicht wurde. Wegen des Streites in den Zeiten des Ost-West-Konfliktes und des in dem Band enthaltenen polemischen Vorwortes spielte diese Darstellung kaum eine Rolle. In der Folge geriet der OKW-Prozess in Vergessenheit. Erst mit dem Buch des Journalisten Jörg Friedrich richtete sich die öffentliche Aufmerksamkeit wieder auf die Kriegsverbrechen der Wehrmacht und den OKW-Prozess. Das Buch von Friedrich ist aber im Gegensatz zu den Angaben des Titels keine „historiographische Darstellung“, sondern ein „großer Essay“, in dem die Akten des Prozesses neben anderen verwendet werden, um „bestimmte allgemeine Thesen“ des Autors Friedrich zu untermauern. Erst mit dem Buch von Valerie Geneviève Hébert erschien 2010 an der Universität von Arkansas eine moderne geschichtswissenschaftliche Darstellung.